# 春水國家公園

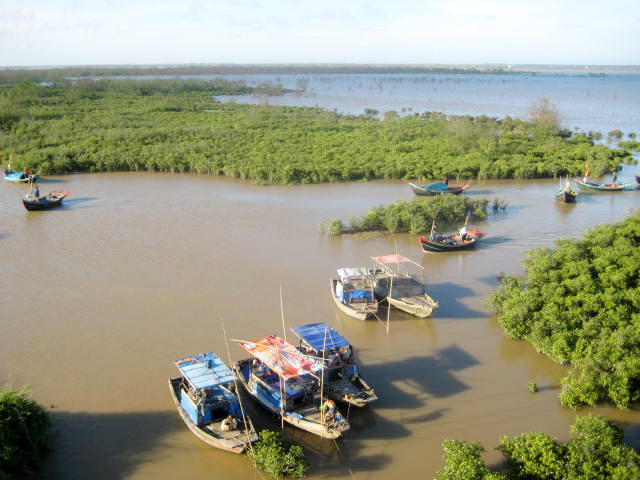

20°13′48″N 106°31′00″E / 20.23000°N 106.51667°E
春水國家公園是越南的國家公園，位於該國東北部，處於宁平省，成立於2003年1月2日，面積71平方公里，每年平均降雨量1,600至1,700毫米，有勺嘴鷸、諾氏鷸、黑臉琵鷺等250種鳥類棲息。